# 奉天制麻
奉天制麻株式会社是一个于1919年创立于奉天省奉天市的棉麻青麻制品加工资本会社，主要制作麻袋、麻纱、麻布等麻制品，其旧址位于中国辽宁省铁西区建设东路30号。

## 历史
1919年2月，日本安田財閥在奉天设立满蒙纤维工业，名义上工厂主要业务为麻绳、麻袋和相关麻纤维制品的制造与销售，其中又以生产用以包装出口大豆的麻袋为主。1919年3月，工厂竣工并开始生产,而后因电力及原材料紧缺致使工厂无法完全开工致使严重亏损。1921年10月，满蒙纤维工业缮厂房、更换机器并改组为奉天制麻株式会社并于1922年年中便扭亏为盈。1946年3月，工厂改为奉天麻袋厂。中华人民共和国成立后，工厂改组为沈阳第二纺织机械厂。